# Ainārs Kovals
Ainārs Kovals (* 21. November 1981 in Riga) ist ein ehemaliger lettischer Speerwerfer.
2005 wurde er Siebter bei den Weltmeisterschaften in Helsinki. Im Jahr darauf erzielte er bei den Leichtathletik-Europameisterschaften 2006 in der Qualifikation mit 85,95 Metern einen persönlichen Rekord und wurde im Finale mit 81,65 m Fünfter. 
2007 scheiterte er bei den Weltmeisterschaften 2007 in Osaka in der Qualifikation.
Bei den Olympischen Spielen 2008 steigerte er seine persönliche Bestweite auf 86,64 m und gewann die Silbermedaille hinter Andreas Thorkildsen (NOR) und vor Tero Pitkämäki (FIN).
Ainārs Kovals ist mit der Speerwerferin Sinta Ozoliņa verheiratet.